# Syed Azlan Amjad
Syed Azlan Amjad, né le 15 septembre 1996 à Peshawar, est un joueur professionnel de squash représentant le Qatar. Il atteint en avril 2021 la 68e place mondiale sur le circuit international, son meilleur classement.

## Biographie
Lors des championnats du monde 2019-2020 à Doha, il reçoit une wildcard pour le tableau principal et, comme Abdulla Al-Tamimi, il devient le premier Qatari à se qualifier pour le deuxième tour d'un championnat du monde. Il remporte son premier titre sur le circuit en octobre 2020.